# Імперська опала

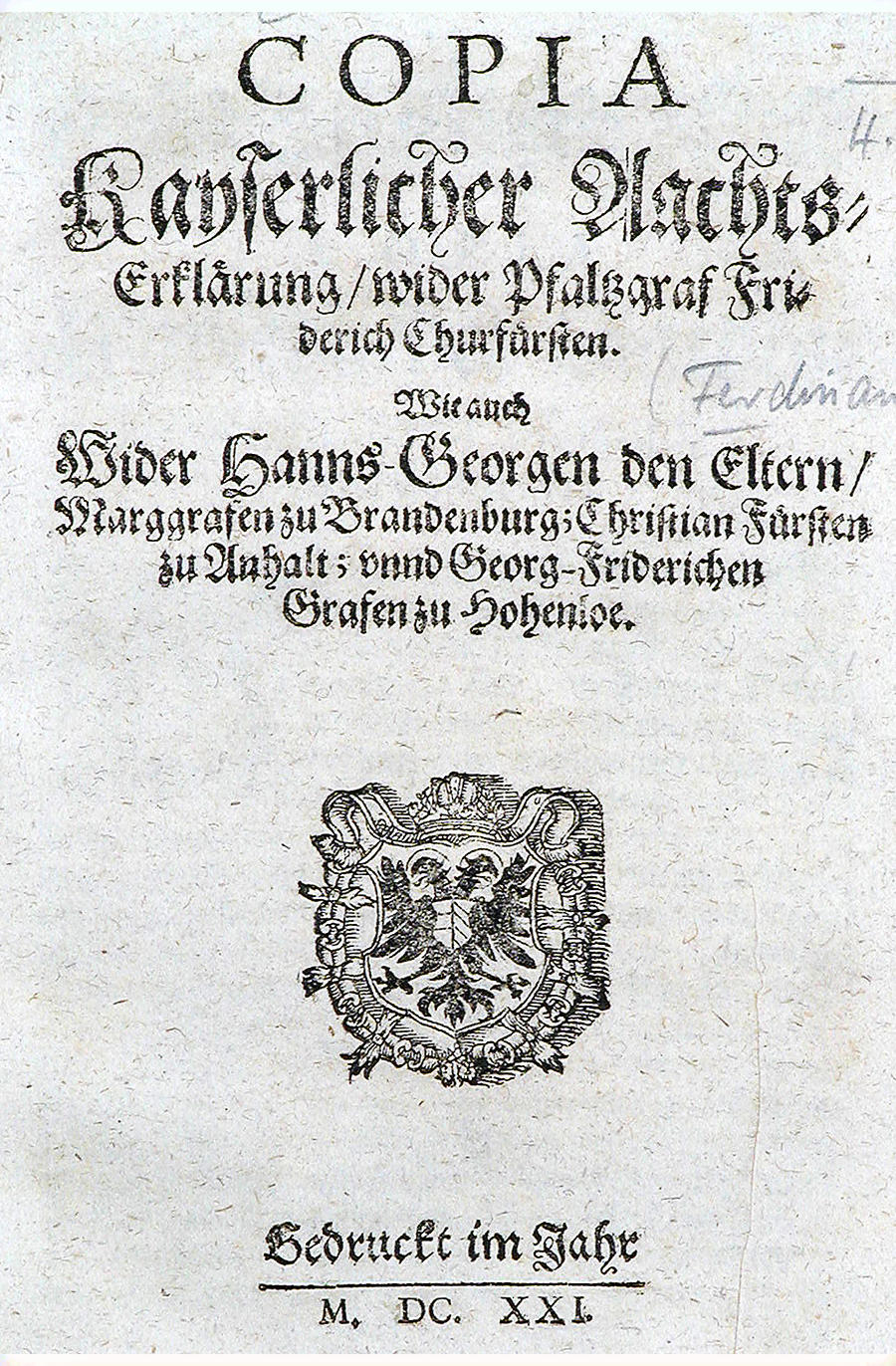
Титульний аркуш рішення про імперську опалу проти Фрідріха V, курфюрста Пфальцу, 1621 рік

Імперська опала (нім. Reichsacht) — форма оголошення державного злочинця поза законом, що використовувалась у Священній Римській імперії. У Середньовіччя рішення про опалу приймав імператор, починаючи з XVI століття для оголошення поза законом була необхідна санкція рейхстагу або вирок Імперського камерального суду. Особа, стосовно якої було оголошено опалу, позбавлялась права використання судових засобів захисту, а її майно та земельні володіння підлягали конфіскації на користь казни. Завдання шкоди чи вбивство такої людини не мало юридичних наслідків, а надання їй допомоги, в тому числі надання сховища, їжі чи одягу, прирівнювалось до державного злочину й могло також каратись оголошенням поза законом.
Виникнення інституції імперської опали було пов’язано з неефективністю судово-виконавчої системи у Середньовіччя: злочинець міг легко втекти від правосуддя, а відсутність поліцейського апарату ускладнювала можливість виконання вироків імперського суду. Оголошення опали, що ставило злочинця поза законом і надавало будь-якій людині можливість його заарештувати, заподіяти шкоди чи вбити, дозволяло деякою мірою вирішити дану проблему. Скасування імперської опали було можливим, якщо злочинець добровільно передасть себе правосуддю. Первинно імперська опала була безстроковою, але починаючи з пізнього Середньовіччя стала обмеженою в часі, із виходом якого вважалась знятою. Згідно з «Угодою з князями церкви» 1220 року імперська опала також оголошувалась при відлученні від церкви, Причому для цього не було потрібно окреме рішення суду: після скінчення шести тижнів після проголошення анафеми відлучений опинявся поза законом. З 1235 року стало можливим оголошення імперської опали стосовно цілих міст та князівств. Виборча капітуляція Карла V 1519 року гарантувала попереднє проведення судового процесу в імперських судових закладах перед оголошенням опали. У новий час імперська опала використовувалась як покарання при вчиненні таких злочинів:
- несплата імперських податків на оборону;
- злочини проти імператора;
- порушення земського миру;
- невиконання постанов Імперського камерального суду.

## Найвідоміші випадки оголошення імперської опали
- 1180: Імператор Фрідріх I Барбаросса стосовно саксонського герцога Генріха Льва за зраду імператору
- 1235: Імператор Фрідріх II стосовно свого сина Генріха VII за повстання проти імператора
- 1239: Імператор Фрідріх II стосовно Раймунда Беренгера IV, графа Прованського, за вигнання імператорського віце-короля з Арлю
- 1276: Король Рудольф I стосовно чеського короля Пржемисла Отакара II за непокору рішенню імперського суду
- 1309: Імператор Генріх VII стосовно Йоганна Швабського за вбивство короля Альбрехта I
- 1490—1497: Імператор Максиміліан I проти швейцарських кантонів за несплату імперських податків
- 1521: Імператор Карл V Габсбург стосовно Мартіна Лютера за єретичні виступи і розкіл церкви (Вормський едикт)
- 1521: Імператор Карл V Габсбург стосовно Іоганна-Фрідріха, курфюрста Саксонії, та Філіпа I, ландграфа Гессену, за допомогу, надану Мартіну Лютеру
- 1566: Імператор Максиміліан II стосовно Вільгельма фон Грумбаха за порушення земського миру (Грумбахський розбрат)
- 1607: Імператор Рудольф II стосовно міста Донауверт за порушення його жителями земського миру
- 1621: Імператор Фердинанд II стосовно Фрідріха V, курфюрста Пфальцу, за повстання проти імператора
- 1793: Імператор Франц II стосовно Георга Форстера за підтримку революційної Франції